# 輔增二
大熊座84，又名BD+55 1634，HD 120198、SAO 28885、HR 5187，是大熊座的一颗恒星，视星等为5.7，位于銀經106.38，銀緯60.89，其B1900.0坐标为赤經13h 42m 51.7s，赤緯+54° 60.89′ 57″。